# Yang Wei (gymnast)
För badmintonspelaren, se Yang Wei
Yang Wei (förenklad kinesiska: 杨威; traditionell kinesiska: 楊威; pinyin: Yáng Wēi), född den 8 februari 1980 i Xiantao, Kina, är en kinesisk gymnast.
Han tog OS-guld i lagmångkampen och OS-guld i individuella mångkampen i samband med de olympiska gymnastiktävlingarna 2000 i Sydney.
Han var även med och tog OS-guld i lagmångkampen, OS-guld i individuella mångkampen och OS-silver i ringar i samband med de olympiska gymnastiktävlingarna 2008 på hemmaplan i Peking.